# Неделчо Неделчев (политик)
Вижте пояснителната страница за други личности с името Неделчо Неделчев.
Неделчо Георгиев Неделчев е български политик от БЗНС.

## Биография
Роден е на 17 април 1876 г. в свищовското село Деков. От 1906 г. е член на БЗНС. Народен представител е от XVI до XX ОНС. През 1923 г. е избран за подпредседател на XX ОНС. Участва в Юнското въстание, заради което е репресиран. След Атентата в църквата „Света Неделя“ е арестуван на 21 април 1925 г. и малтретиран в свищовските казарми. На 28 април 1925 г. е убит край Свищов по време на Априлските събития